# أوسمار فرانسيسكو
أوسمار فرانسيسكو (10 أغسطس 1987 في سانتا كاتارينا في البرازيل – )؛ هو لاعب كرة قدم كان يلعب كمهاجم.

## وصلات خارجية
- أوسمار فرانسيسكو على موقع رابطة كرة القدم اليابانية للمحترفين (اليابانية)
- أوسمار فرانسيسكو على موقع قاعدة بيانات كرة القدم.إي يو (الإنجليزية)
- أوسمار فرانسيسكو على موقع Soccerway.com (الإنجليزية)